# Uncinocythere bicuspide
Uncinocythere bicuspide är en kräftdjursart som först beskrevs av Rioja 1943.  Uncinocythere bicuspide ingår i släktet Uncinocythere och familjen Entocytheridae. Inga underarter finns listade i Catalogue of Life.